# Michel Paul Noël Jouffard
Michel Paul Noël Jouffard est un homme politique français né le 19 décembre 1771 à Castelnaudary (Aude) et mort le 7 avril 1843 à Ribouisse (Aude).

## Biographie
Maire de Ribouisse, il est député de l'Aude en 1815, pendant les Cent-Jours.

## Sources
- « Michel Paul Noël Jouffard », dans Adolphe Robert et Gaston Cougny, Dictionnaire des parlementaires français, Edgar Bourloton, 1889-1891 [détail de l’édition]